# 21625 Seira
21625 Seira (1999 NN2) là một tiểu hành tinh vành đai chính được phát hiện ngày 12 tháng 7 năm 1999 bởi Nhóm nghiên cứu tiểu hành tinh gần Trái Đất phòng thí nghiệm Lincoln ở Socorro.